# Blokering af Wikipedia i Tyrkiet
Wikipedia blev blokeret i Tyrkiet d. 29. april 2017 af de tyrkiske myndigheder uden nogen forklaring. Wikipedia var blokeret frem til 15. januar 2020.
Om morgenen d. 29. april 2017 rapporterede organisationen Turkey Blocks, at alle sprogversioner af Wikipedia var blevet blokeret i Tyrkiet. Kort tid efter skrev flere medier om hændelsen. BBC rapporterede, at de tyrkiske myndigheder havde blokeret al adgang til Wikipedia i landet fra kl. 5.00 GMT. Tyrkiets Autoritet for Information- og Kommunikationsteknologi (engelsk: Information and Communication Technologies Authority) opgav ingen årsag til blokeringen og udtalte blot "Efter teknisk analyse og juridiske overvejelser baseret på Lov Nr. 5651 [regulering af internettet], blev et administrativt tiltag startet for dette websted". Voice of America rapporterede at tyrkiske medier henviste til "terror-relateret indhold" som årsag til blokeringen. NDTV rapporterede at beslutningen havde forårsaget stærke reaktioner på sociale medier mod beslutningen om at blokere adgang til "et af verdens mest populære websider".
Lov Nr. 5651, bedre kendt som Internet-loven (engelsk: the Internet Act (IA)), trådte i kraft d. 4. maj 2007.
PTC (et af Tyrkiets to myndigheder der beskæftiger sig med internettet) sagde, at lovens formål var at "bestemme de juridiske forpligtelser for internetudbydere, lokations-udbydere og indholds-udbydere, som er de primære aktører på internettet" samt at "fastlægge procedurer og principper relateret til internet-specifik kriminalitet og hvordan disse kan bekæmpes gennem indholds-, lokations- og internet-udbydere. I nyere tid er loven blev brugt til at censurere individer, journalister og medierne. Det Europæiske Råds Venedigkommission anser loven som særligt kontroversiel.